# Achaetothorax crypticus
Achaetothorax crypticus är en tvåvingeart som beskrevs av Papp och Allen L.Norrbom 1992. Achaetothorax crypticus ingår i släktet Achaetothorax och familjen hoppflugor.
Artens utbredningsområde är Kongo. Inga underarter finns listade i Catalogue of Life.